# Cassio (Terenzo)
Cassio è una frazione del comune di Terenzo, in provincia di Parma.
La località dista 5,10 km dal capoluogo.

## Geografia fisica

### Salti del Diavolo
A valle del borgo sorgono i Salti del Diavolo, affioramenti di rocce sedimentarie derivanti dalla disgregazione di antiche rocce eterogenee; i materiali che li costituiscono, prevalentemente graniti, gneiss, porfidi, calcari, arenarie e diaspri, sono disposti granulometricamente con dimensioni decrescenti dal basso verso l'alto; alla base sono cementati grandi ciottoli, che diventano più piccoli e arrotondati al centro; la sommità è infine costituita da un amalgama compatto di colore biancastro, chiamato localmente "mass ladéin", molto utilizzato fino al XX secolo nelle decorazioni architettoniche degli edifici della zona.
Disposti in perfetto allineamento, i Salti del Diavolo tagliano ortogonalmente la val Baganza collegando gli abitati di Cassio e Chiastre di Ravarano, sul versante opposto; le formazioni, risalenti al Cretacico, si presentano come una serie lunga circa 5 km di strette guglie che a tratti si elevano fino a un'altezza di 10 m rispetto al terreno circostante.
Le rocce derivano il loro nome dalla leggenda secondo la quale esse costituirebbero le orme lasciate in epoca remota dal diavolo in fuga, scacciato da un eremita.

## Origini del nome
Il toponimo della località, di origine prediale, è associabile alla gens Cassia, probabilmente assegnataria di terre nella zona in epoca romana.

## Storia
Il primo insediamento umano fu fondato probabilmente in epoca romana, quale possedimento della gens Cassia.
In età medievale il borgo, posto lungo la via Francigena, apparteneva ai conti da Cassio, che vi edificarono un castello oggi scomparso.
Verso la metà del XVI secolo i conti Rossi acquistarono il feudo, che annetterono ai vicini possedimenti di Bardone e Corniana.
Nel 1635 Troilo IV de' Rossi fu dichiarato reo di ribellione dal duca di Parma Odoardo I Farnese, che confiscò tutte le sue terre, comprendenti tra gli altri i feudi di San Secondo, Berceto, Roccaprebalza, Roccalanzona e Corniana. Il fratello Scipione I, che servì a lungo il regno di Spagna, nel 1657 riuscì con l'aiuto del re Filippo IV a convincere il duca Ranuccio II ad annullare il decreto del 1635, a fronte tuttavia di un pesantissimo indebitamento, che nel 1666 lo costrinse a cedere tutti i feudi appenninici alla Camera ducale di Parma. In seguito Cassio fu assegnata ai conti Pavesi di Pontremoli, che la mantennero fino all'abolizione dei diritti feudali sancita dai decreti napoleonici del 1805.

## Monumenti e luoghi d'interesse

### Chiesa dell'Assunzione di Maria Vergine

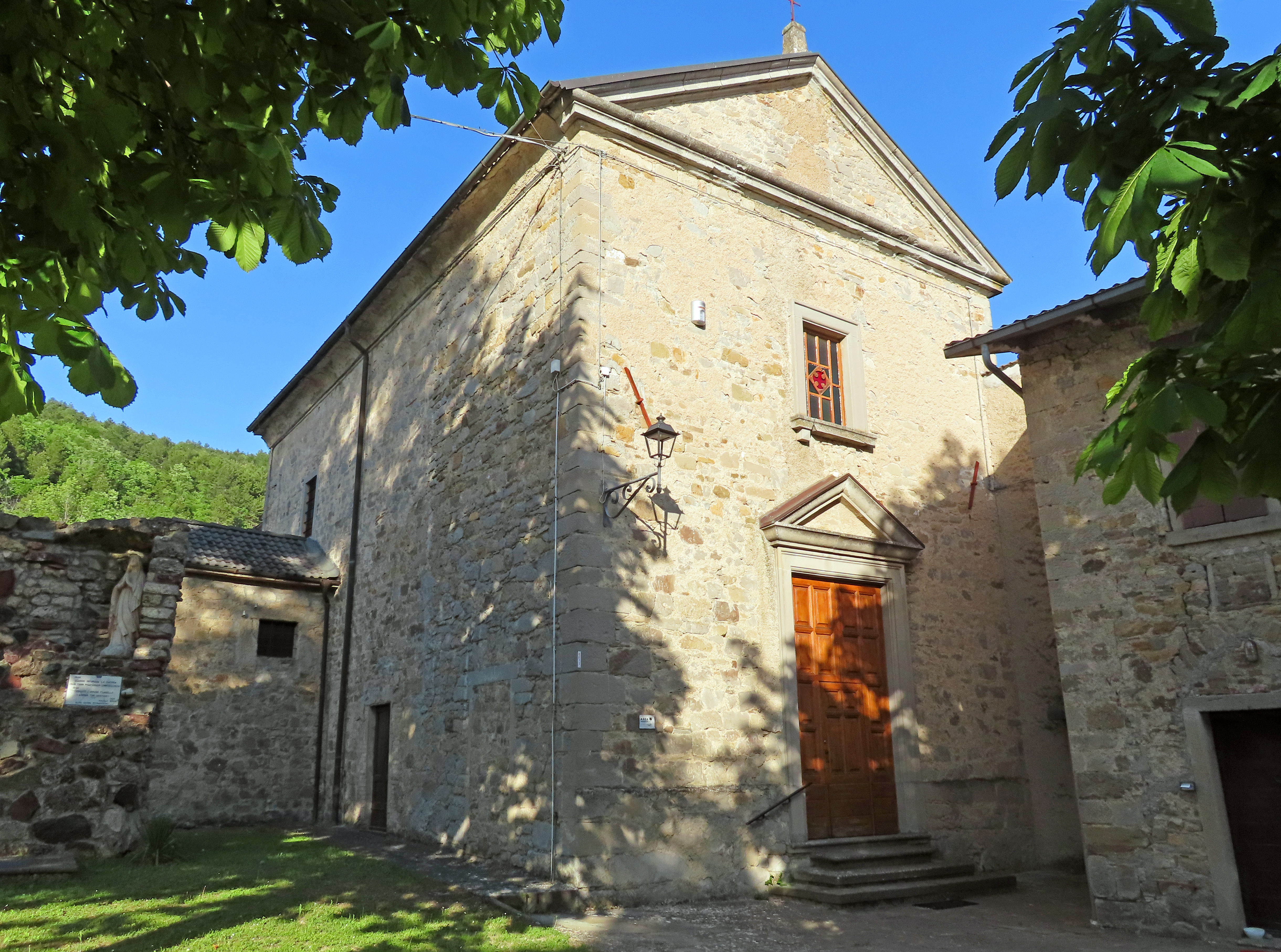
Chiesa dell'Assunzione di Maria Vergine

Edificata entro il XII secolo, la chiesa romanica, menzionata per la prima volta nel 1230, fu quasi completamente ricostruita intorno al 1600; pesantemente danneggiata dai bombardamenti alleati della seconda guerra mondiale nel 1944, fu riedificata nella zona absidale nel 1950; ristrutturata tra il 1960 e il 1970 , fu restaurata e consolidata strutturalmente tra il 2010 e il 2012. Il luogo di culto, quasi interamente rivestito in pietra, conserva a lato del presbiterio un pregevole affresco raffigurante i Santi Giovanni Battista e Benedetto, dipinto tra il 1425 e il 1430.

### Xenodochio
Esistente già nell'XI secolo, lo xenodochio, oggi scomparso, fu gestito fino al 1213 dai monaci benedettini dell'abbazia di San Giovanni Evangelista di Parma e successivamente dai frati dell'abbazia di Leno; intitolato a sant'Ilario di Poitiers, l'ospedale fu in seguito assegnato alla diocesi di Parma ai tempi del vescovo Ugolino de' Rossi e infine all'Ospedale della Misericordia a partire dal 1471.

### Borgo

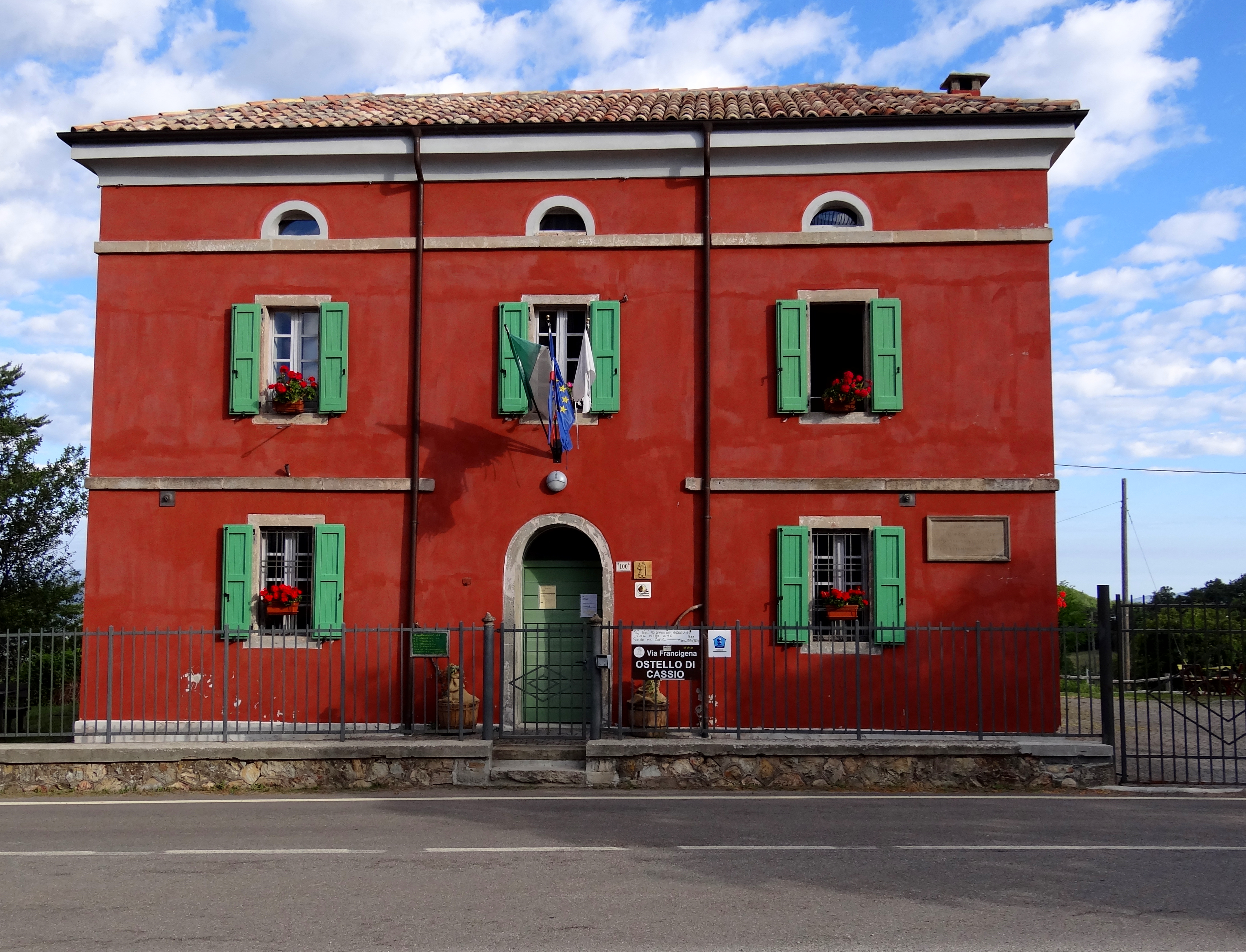
Ostello di Cassio

Sviluppato lungo l'antica via Francigena, il borgo conserva l'originaria struttura medievale, caratterizzata dalla presenza di edifici in pietra, sopraelevati nel XV e nel XVI secolo, addossati fra loro ai lati della strada, lastricata in arenaria.

### Via degli Scalpellini
Sviluppato accanto ai Salti del Diavolo, il sentiero riprende l'antico tracciato percorso fino al 1950 dagli scalpellini per estrarre le pietre utilizzate per le decorazioni architettoniche degli edifici del circondario; la via pedonale e ciclabile collega gli abitati di Cassio e Chiastre, superando il Baganza con uno stretto ponte sospeso realizzato tra il 2005 e il 2007, ma distrutto da una piena del torrente nell'ottobre del 2014; nel 2021 fu decisa la ricostruzione della passerella metallica lunga 60 m, che fu completata nel giugno 2023.

## Infrastrutture e trasporti
La località è attraversata dalla strada statale 62 della Cisa, che lambisce il centro storico sviluppato ai lati dell'antica via Francigena.